# Seleção Chilena de Futebol Feminino
A Seleção Chilena de Futebol Feminino é a equipe que representa o Chile nas competições internacionais de futebol feminino.

## História
O Chile esteve presente na primeira Copa América da história, em 1991, junto com Brasil e Venezuela e terminando em segundo lugar, com vitória de 1x0 sobre a Venezuela e derrota por 6x1 para o Brasil, que levou o título e conseguiu a classificação para o mundial. Depois desta edição, o Chile produziu campanhas modestas e sempre batendo na trave da classificação.
Em 2011 as chilenas realizaram sua primeira participação nos Jogos Pan-Americanos, sendo esta a primeira aparição do Chile em um torneio a nível internacional além da Copa América. Em Guadalajara, as chilenas caíram com Colômbia, México e Trinidad e Tobago. A estreia foi com um empate sem gols com o anfitrião México, seguido de uma derrota de 1x0 com a Colômbia e uma vitória de 3x0 sobre Trinidad e Tobago, que não foi o suficiente para levar as chilenas para as semifinais.
A grande redenção ocorreu durante a Copa América de 2018, realizada em solo chileno. O mundial da França contava com duas vagas diretas vindas da CONMEBOL e uma para repescagem com a quarta melhor equipe da CONCACAF. Em casa, e jogando diante de sua torcida, o Chile caiu com Colômbia, Paraguai, Uruguai e Peru. Após os empates iniciais com Paraguai e Colômbia, o Chile venceu o Uruguai e selou a classificação para a fase final com uma goleada de 5x0 sobre o Peru. No quadrangular final, topou-se com Brasil, Argentina e Colômbia. A estreia no quadrangular foi com derrota por 3x1 para o Brasil, mas o empate com a Colômbia e a histórica goleada de 4x0 sobre a Argentina ajudaram o Chile a conseguir sua primeira classificação na história para a Copa do Mundo e para a repescagem para os Jogos Olímpicos, marcando um capítulo histórico para o futebol feminino chileno.
Na França, o Chile caiu no grupo F, com Estados Unidos, Suécia e Tailândia. A estreia foi contra a Suécia, terminando com vitória nórdica por 2x0. O segundo jogo, contra as estadunidenses, terminou com mais uma derrota por 3x0. O jogo restante era com a Tailândia, que veio de duas humilhantes goleadas: 13x0 para os EUA e 6x1 para a Suécia. Aquela era a chance do Chile obter sua primeira qualificação para as oitavas de finais logo na sua primeira aparição no mundial. Em um jogo amplamente dominado pelo Chile, os gols só vieram a sair no segundo tempo, com um gol contra de Waraporn Boonsing, seguido por um gol de María José Urrutia, que ampliou o marcador aos 80 minutos. O jogo terminou com uma vitória de 2x0 das chilenas sobre a modesta Tailândia, mas que impediu a classificação para as oitavas (o Chile precisava de mais um gol para eliminar a Nigéria e chegar às oitavas de finais, onde enfrentaria a Alemanha). Por outro lado, conseguiu um feito interessante: tornou-se a seleção com o maior percentual de gols contra em seu saldo de gols durante uma mesma edição da copa: 50%.
Dois anos depois, em 2021, o Chile participou pela primeira vez dos Jogos Olímpicos, depois de vencer os Camarões em repescagem: 2x1 no jogo de ida e 0x0 no jogo de volta.
Em Tóquio, o Chile caiu em um grupo nada fácil: Canadá, Japão e Reino Unido. As chilenas tomaram conhecimento das adversárias e perderam todos os jogos de seu grupo: 2x0 para o Reino Unido, 2x1 para o Canadá e 1x0 para o Japão.
Na Copa América Feminina de 2022, o Chile lutou por sua segunda aparição na Copa do Mundo Feminina, em um grupo com Bolívia, Colômbia, Equador e Paraguai. A estreia foi com derrota de 3x2 com as paraguaias, seguida por goleada de 5x0 sobre a Bolívia e vitória por 2x1 sobre o Equador. Por fim, quando precisavam vencer a anfitriã Colômbia para chegar às semis, foram goleadas por 4x0 e foram eliminadas.
Para a Copa do Mundo de Futebol Feminino de 2023, que será realizada entre a Austrália e a Nova Zelândia, o número de seleções participantes se expandirá de 24 para 32. A CONMEBOL enviará 3 representantes diretos e 2 representantes para a repescagem internacional via Copa América. Esses representantes da repescagem internacional serão o quarto colocado da Copa América 2022 e a vencedora da repescagem entre as terceiras colocadas de cada grupo. O Chile terminou na terceira posição em seu grupo, o que possibilitou as chilenas de disputar uma repescagem com a Venezuela. Na repescagem, o Chile venceu a Venezuela nos pênaltis e será a representante Sul-Americana na repescagem internacional junto a Argentina ou Paraguai, que farão a disputa de terceiro lugar.

## Campanhas

### Copa do Mundo
| Desempenho na Copa do Mundo | Desempenho na Copa do Mundo | Desempenho na Copa do Mundo | Desempenho na Copa do Mundo | Desempenho na Copa do Mundo | Desempenho na Copa do Mundo | Desempenho na Copa do Mundo | Desempenho na Copa do Mundo | Desempenho na Copa do Mundo |
| Edição                      | Fase                        | J                           | V                           | E                           | D                           | GP                          | GC                          | S                           |
| --------------------------- | --------------------------- | --------------------------- | --------------------------- | --------------------------- | --------------------------- | --------------------------- | --------------------------- | --------------------------- |
| 1991                        | Não qualificado             | Não qualificado             | Não qualificado             | Não qualificado             | Não qualificado             | Não qualificado             | Não qualificado             | Não qualificado             |
| 1995                        | Não qualificado             | Não qualificado             | Não qualificado             | Não qualificado             | Não qualificado             | Não qualificado             | Não qualificado             | Não qualificado             |
| 1999                        | Não qualificado             | Não qualificado             | Não qualificado             | Não qualificado             | Não qualificado             | Não qualificado             | Não qualificado             | Não qualificado             |
| 2003                        | Não qualificado             | Não qualificado             | Não qualificado             | Não qualificado             | Não qualificado             | Não qualificado             | Não qualificado             | Não qualificado             |
| 2007                        | Não qualificado             | Não qualificado             | Não qualificado             | Não qualificado             | Não qualificado             | Não qualificado             | Não qualificado             | Não qualificado             |
| 2011                        | Não qualificado             | Não qualificado             | Não qualificado             | Não qualificado             | Não qualificado             | Não qualificado             | Não qualificado             | Não qualificado             |
| 2015                        | Não qualificado             | Não qualificado             | Não qualificado             | Não qualificado             | Não qualificado             | Não qualificado             | Não qualificado             | Não qualificado             |
| 2019                        | Fase de grupos              | 3                           | 1                           | 0                           | 2                           | 2                           | 5                           | -3                          |
| 2023                        | Não qualificado             | Não qualificado             | Não qualificado             | Não qualificado             | Não qualificado             | Não qualificado             | Não qualificado             | Não qualificado             |
| 2027                        | A definir                   | A definir                   | A definir                   | A definir                   | A definir                   | A definir                   | A definir                   | A definir                   |
| Total                       | Fase de grupos              | 3                           | 1                           | 0                           | 2                           | 2                           | 5                           | -3                          |